# Conops trichus
Conops trichus är en tvåvingeart som beskrevs av Camras 1957. Conops trichus ingår i släktet Conops och familjen stekelflugor. Inga underarter finns listade i Catalogue of Life.